# Parapogon insignis
Parapogon insignis är en insektsart som beskrevs av William Lucas Distant. Parapogon insignis ingår i släktet Parapogon och familjen hornstritar. Inga underarter finns listade i Catalogue of Life.